# Helvíkovice
Helvíkovice (en allemand : Helkowitz) est une commune du district d'Ústí nad Orlicí, dans la région de Pardubice, en Tchéquie. Sa population s'élevait à 532 habitants en 2024.

## Géographie
Helvíkovice est arrosée par la rivière Divoká Orlice et se trouve à 3 km à l'ouest-nord-ouest du centre de Žamberk, à 14 km au nord-nord-est d'Ústí nad Orlicí, à 47 km à l'est-nord-est de Pardubice et à 143 km à l'est de Prague.
La commune est limitée par Slatina nad Zdobnicí et Kameničná au nord, par Žamberk à l'est et au sud, par Dlouhoňovice au sud, et par Záchlumí à l'ouest.

## Histoire
La première mention écrite de la localité date de 1365.

## Administration
La commune se compose de deux sections :
- Helvíkovice
- Houkov

## Transports
Par la route, Helvíkovice se trouve à 3 km de Žamberk, à 18 km d'Ústí nad Orlicí, à 61 km de Pardubice et à 169 km de Prague. 